# فرانسيسكو بي مارغال
فرنسيسكو بي ي مارغال (بالإسبانية: Francisco Pi y Margall) (وُلد في الـ 29 من شهر أبريل عام 1824 – توفي في الـ 29 من شهر نوفمبر عام 1901) هو إسباني من أنصار الفيدرالية واشتراكي ليبرتاري ورجل دولة ومؤرخ وفيلسوف سياسي وكاتب رومانسي. كان فرانسيسكو بي رئيس الجمهورية الإسبانية الأولى نشأت عام 1873، لكنها لم تدم طويلًا.

## النشأة
كان بي ابنًا لنسّاج من الطبقة العاملة في برشلونة، وولد في التاسع والعشرين من شهر أبريل عام 1824. أدخل الأب ابنه مدرسة دينية عام 1831، فتعلم فرانسيسكو بي العلوم الإنسانية والأدب الكلاسيكي. كان عضوًا في الجمعية الفيلولوجية، فتمكن من مقابلة عددٍ من المفكرين والكُتاب المنتمين للحركة الرومانسية الكاتالونية. في عام 1837، ترك فرانسيسكو بي المدرسة لدراسة الحقوق، فتخرج حاملًا الشهادة عام 1847. انتقل إلى مدريد في العام ذاته، وبدأ كتابة نقد مسرحي لصحيفة إل ريناسيميينتو (النهضة) وصحيفة إل كورّيو، والتي نشر فيها بي أولى مقالاته السياسية. عثر بي على وظيفة في مصرف كاتالوني يُدعى مارتي لأنه احتاج المزيد من المال.
في عام 1848، أكمل بي عمل الشاعر باو بيفيرير غير المنتهي بعنوان ذكريات ومحاسن إسبانيا، فأسهم في الأقسام المتعلقة بكاتالونيا وإشبيلية وغرناطة. في تلك الفترة، بدأ بي التواصل مع الفصيل الجمهوري في السياسة الإسبانية. في عام 1851، كتب بي تأريخًا ضخمًا وذائع الصيت للفن، لكن الكنيسة والدولة الإسبانية أدانتا العمل في نهاية المطاف بتهمة الهرطقة.

## الحياة السياسية تحت نظام الحكم الملكي
انخرط بي في ثورة عام 1854 التي أعادت الحاكم المستبد والليبرالي بالدوميرو إسبارتيرو، كونت لوتشانا، إلى السلطة. نشر بي لا رياكسيون ي لا ريفولوسيون (الانتكاس والثورة) في ذاك العام، والذي تأثر فيه بفلسفة التاريخ الخاصة بجورج فيلهلم فريدريش هيغل والمفكر الفرنسي اللاسلطوي بيير جوزيف برودون. في عام 1856، أسس بي صحيفة جديدة باسم لا رازون، لكنها أُغلقت عندما خُلعت حكومة ليوبولدو أودونيل المعتدلة على يد رامون ماريا نارباريز الرجعي، دوق فالنسيا الأول. فرّ بي إلى غبيوثكوا في بلاد الباسك وظل هناك حتى عام 1857، عندها طلب منه نيكولاس ماريا ريفيرو العودة إلى مدريد ليسهم في الصحيفة الجمهورية لا ديسكوسيون، تعرّف بي على عدد من قادة الحركة الجمهورية الإسبانية، من بينهم الرئيس المستقبلي لأول جمهورية إسبانية، إستانسيلاو فيجويراس. في عام 1864، أصبح بي مدير الصحيفة.
عقب تمرد الرُقَباء في سان غيل عام 1866، هرب بي إلى باريس، حيث ألقى محاضرات وترجم عددًا من أعمال برودون وتعرّف أكثر على الفلسفة الوضعية الفرنسية. نمت أفكار الثورة وفلسفة التاريخ لدى بي، كالإيمان بحركة مستدامة تقدمية حتمية في التاريخ تسعى نحو المزيد من الحرية، وتتجسد في الدساتير الفيدرالية. روّج بي، طيلة حياته، للجمهوريانية والأهداف الاجتماعية عبر الفكرة الفيدرالية.
عاد بي إلى باريس عام 1868 عقب نجاح الثورة المجيدة. انتُخب نائبًا عن برشلونة وكان عضوًا في المحاكم العامة (برلمان إسبانيا) التي وضعت الدستور الإسباني لعام 1869. خلال تلك الفترة، أصبح بي شخصية محترمة بصفته زعيم الحزب الجمهوري في البرلمان، ورُشح رسميًا لرئاسة الحزب في شهر مارس من عام 1870. استُبدل بعد فترة قصيرة إثر الصراع الداخلي حول سياسة الحزب تجاه كومونة باريس وسياسة استراضاء جماعات المعارضة والخسائر الانتخابية. استمر بي بعناد في الترويج لإنشاء جمهورية فيدرالية بدلًا من الملكية. عارض بي حكم الملك أماديو الأول لإسبانيا وملكيته الليبرالية خلال عهدها القصير.

## روابط خارجية
- فرانسيسكو بي مارغال على موقع الموسوعة البريطانية (الإنجليزية)